# Domeykodactylus
Domeykodactylus – pterozaur żyjący we wczesnej kredzie w Ameryce Południowej. Jego nieliczne szczątki (części szczęk) odnalezione zostały w Chile. Zostały one pierwotnie mylnie sklasyfikowane jako należące do rodzaju Pterodaustro. Jest to pierwszy przedstawiciel swej rodziny z Ameryki Południowej, gdyż większość jej przedstawicieli żyło w Azji.
Nazwany na cześć polskiego badacza Ameryki Południowej Ignacego Domeyki.

## Gatunki
- D. ceciliae